# Neanthes meggitti
Neanthes meggitti är en ringmaskart som först beskrevs av Monro 1931.  Neanthes meggitti ingår i släktet Neanthes och familjen Nereididae. Inga underarter finns listade i Catalogue of Life.